# Falcileptoneta triformis
Espèce
Falcileptoneta triformis est une espèce d'araignées aranéomorphes de la famille des Leptonetidae.

## Distribution
Cette espèce est endémique du Jeolla du Sud en Corée du Sud,. Elle se rencontre dans le district de Yeongam.

## Description
Le mâle holotype mesure 1,56 mm et la femelle paratype 1,45 mm.

## Systématique et taxinomie
Cette espèce a été décrite par Oh et Lee en 2023.

## Publication originale
- Oh & Lee, 2023 : « Six new epigean species of the genus Falcileptoneta Komatsu, 1970 (Araneae: Leptonetidae) from South Korea. » Zootaxa, no 5339(1), p. 40-58.